# NGC 4948
NGC 4948 = IC 4156 ist eine Balken-Spiralgalaxie mit ausgeprägten Emissionslinien vom Hubble-Typ SBd im Sternbild Jungfrau auf der Ekliptik, die schätzungsweise 46 Millionen Lichtjahre von der Milchstraße entfernt ist.
Im selben Himmelsareal befinden sich u. a. die Galaxien NGC 4925, NGC 4928, NGC 4942, NGC 4958.
Die Typ-Ia-Supernova SN 1994U wurde hier beobachtet.
Das Objekt wurde zweimal entdeckt; zuerst am 25. Mai 1887 von Lewis A. Swift (Entdeckung geführt als NGC 4948); danach im Juli 1899 von DeLisle Stewart (geführt als IC 4156).